# Ectemnonotum brevirostrum
Ectemnonotum brevirostrum är en insektsart som beskrevs av Schmidt 1909. Ectemnonotum brevirostrum ingår i släktet Ectemnonotum och familjen spottstritar. Inga underarter finns listade i Catalogue of Life.